# Sander van Waveren
Alexander (Sander) van Waveren (Haarlem, 3 maart 1980) is een Nederlands politicus. Sinds 3 december 2024 is hij Tweede Kamerlid namens Nieuw Sociaal Contract (NSC).

## Biografie
Van Waveren heeft zijn kindertijd doorgebracht in Londen. Zijn vader was dominee en zijn beide ouders waren lid van de christelijk-radicale Politieke Partij Radikalen. Het gezin is naar Nederland teruggekeerd zodat Van Waveren in Eindhoven het gymnasium kon volgen. In 1999 is hij sociale geografie en planologie aan de Universiteit Utrecht gaan studeren. Tijdens zijn studie was hij actief bij de studentenvereniging Unitas S.R., waar hij bestuursfuncties vervulde in commissies. Zijn tijd bij Unitas beschreef hij als vormend, waarbij hij vaardigheden zoals spreken voor een grote groep ontwikkelde. Vanwege zijn activiteiten bij deze vereniging, een stage bij het Europees Parlement, betrokkenheid bij het universiteitsbestuur en de politiek heeft hij vijf jaar gedaan over de laatste twee jaar van zijn opleiding. Hij heeft daarna een aantal banen gehad bij het lokaal bestuur, waaronder als gemeentesecretaris van de gemeente Laren en het bestuur van CDA Utrecht.
Van Waveren was in eerste instantie politiek actief voor het CDA. Hij was van december 2010 tot december 2020 gemeenteraadslid van Utrecht, vanaf 2013 als fractievoorzitter. Tijdens het debat over de Kieswet op 10 april 2025 verwees Van Waveren in zijn maidenspeech dat hij in december 2010 op het nippertje werd verkozen als raadslid door de lijstverbinding van zijn CDA met de ChristenUnie van lijsttrekker Mirjam Bikker.
In 2023 stapte Van Waveren over van het CDA naar NSC. Hij stond bij de Tweede Kamerverkiezingen van 22 november 2023 op plaats 27 van de kandidatenlijst van die partij. NSC behaalde twintig zetels, waardoor Van Waveren niet direct een zetel kreeg. Hij is sinds 3 december 2024 Kamerlid, nadat een aantal partijgenoten tussentijds waren vertrokken. Als Kamerlid wil Van Waveren zich inzetten op goed binnenlands bestuur, de verhouding tussen overheden, de woningnood, asielcrisis en het ordelijk behandelen van moties.